# Henri Mouhot
Henri Mouhot là một nhà tự nhiên học và nhà thám hiểm người Pháp. Cũng giống như các trường hợp Yersin khám phá ra cao nguyên Langbian, Đà Lạt ở Việt Nam.
Khoảng năm 1860 ông tới đất nước Campuchia vốn đã chìm đắm trong sự kiệt quệ bởi chiến tranh từ nhiều thế kỷ trước.
Mục tiêu quan trọng của Henrri Mouhut có lẽ là cố gắng tìm ra Kinh thành của vương quốc cổ Chân Lạp - vốn được mô tả trong tác phẩm Chân Lạp phong thổ ký của một phái viên ngoại giao Trung Quốc, viết năm 1296-1297 trong chuyến đi của ông tới đất nước này. Khi đó, khu vực Angkor vẫn đang là kinh thành của Chân Lạp.
Theo thông tin mà ngày nay chúng ta biết được thì khoảng giữa thế kỷ 14, vì liên tục bị giặc Xiêm La (nay là Thái Lan) tấn công, đánh chiếm và do địa thế quá trống trải, vua Chân Lạp khi đó đã từ bỏ vĩnh viễn kinh thành AngKor, dời về Pnongpenh ngày nay.
Như vậy, từ khoảng năm 1350, toàn bộ khu vực Angkor chìm vào quên lãng trong rừng hoang. Vì nơi đây từng là kinh thành, nơi vua ở - nên không ai (người dân nào dám vào đó cả). Chính trong bối cảnh như vậy, may mắn thay, cây cối đã hoang mọc và trở thành rừng, rồi rừng cổ thụ - che phủ và bảo vệ Angkor suốt khoảng 500 năm.
Và Herri Mouhot đã phát hiện ra Angkor gần như nguyên vẹn.